# 알테라
알테라 코퍼레이션(Altera Corporation)는 설계 가능 논리 소자의 선두 제조업체이었다.
알테라는 프로그래머블 논리 소자를 발표한 초창기 선두업체 시그네틱과 모놀리식 메모리 다음으로, 프로그래머블 논리 소자의 선두업체중 하나이다. 알테라가 개발한 다양한 기능들은 프로그래머블 칩기반 시스템(SOPC)을 가능하게 했다. 최근에는 임베디드 메모리, 임베디드 프로세서, 고속 트랜시버를 포함하고 있다. 130나노미터와 90나노미터 제품발표의 성공은 연구의 좋은 성과이다. 알테라의 니오스 II와 니오스 소프트 코어 프로세서와 하드카피 II & 하드카피 소자는 알테라의 시장점유율을 확장시켰고, 세계의 임베디드 프로세서와 각각의 구조화된 ASIC를 알테라로 대체하였다. 주요한 경쟁사는 자일링스, 래티스 세미컨덕터, 액텔, 퀵로직과 아트멜이다.
알테라는 논리 회로의 설계와 시뮬레이션 기능을 지닌, 소프트웨어군 쿼터스 II를 제공한다. 비록 그들의 소프트웨어군이 주요언어인 VHDL과 베릴로그를 광범위하게 지원하지만, 알테라는 AHDL로 알려진 AHDL의 개발자이다.
2015년 12월 28일, 인텔이 알테라를 주당 54달러, 167억 달러(약 18조 6천억원)에 인수했다고 공식 발표했다.

## 소자 제품군

### 복합 프로그래머블 논리 소자

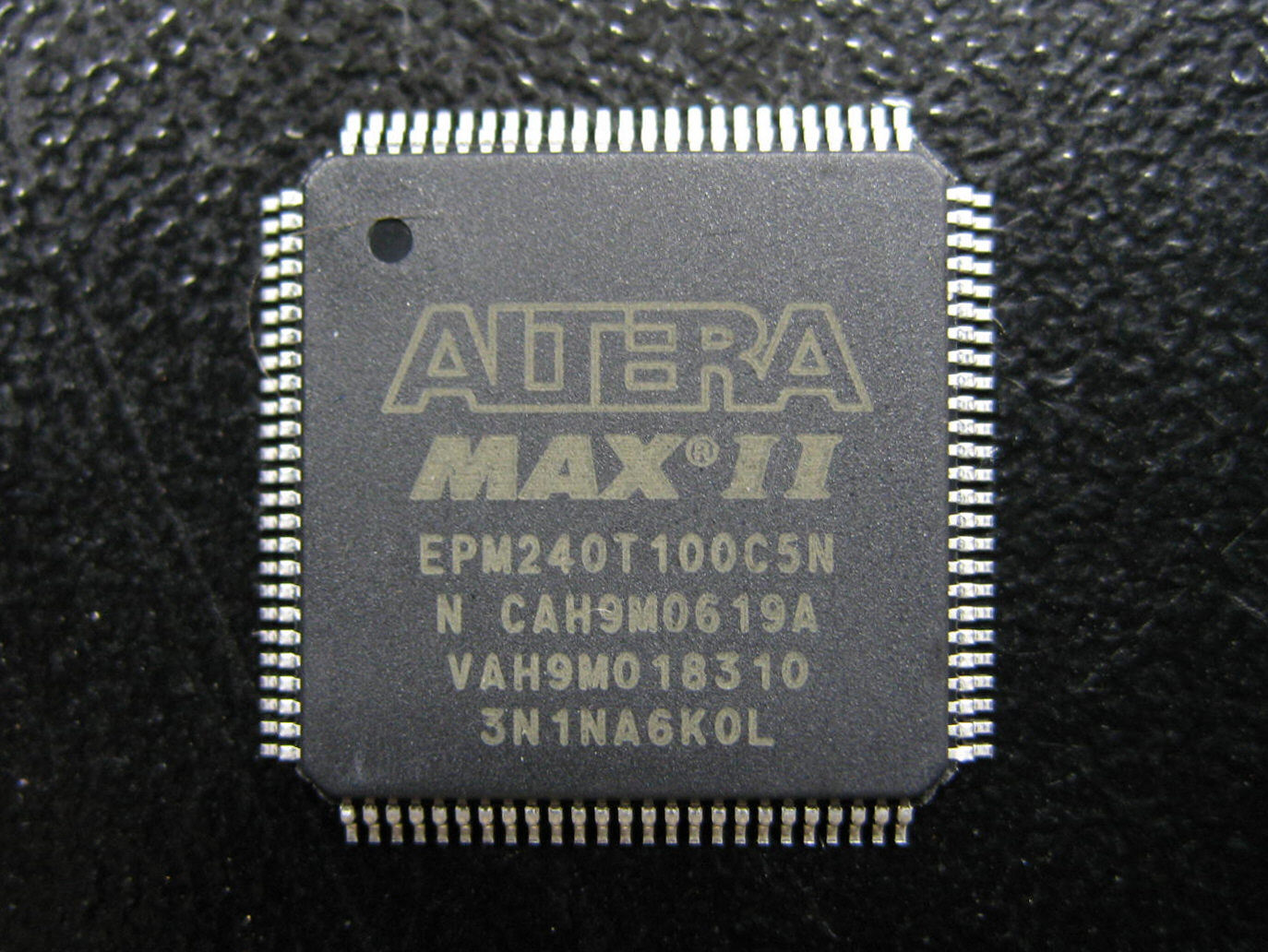
'맥스2 EMP240' CPLD

- 맥스 3000A: EPM3032A,EPM3064A,EPM3128A,EPM3256A,EPM3512A
- 맥스 7000: EPM7032B,EPM7064B,EPM7128B,EPM7256B,EPM7512B
- 맥스 II: EPM240,EPM570,EPM1270,EPM2210

### 고성능, 강력한 FPGA
- 스트래틱스: 2002년 2월 11일 발표함
- 스트래틱스 GX: 2002년 11월 4일 발표함
- 스트래틱스 II: 2004년 2월 2일 발표함
- 스트래틱스 II GX: 2005년 10월 24일 발표함
- 스트래틱스 III: 2006년 11월 8일 발표함

### 저가형 FPGA

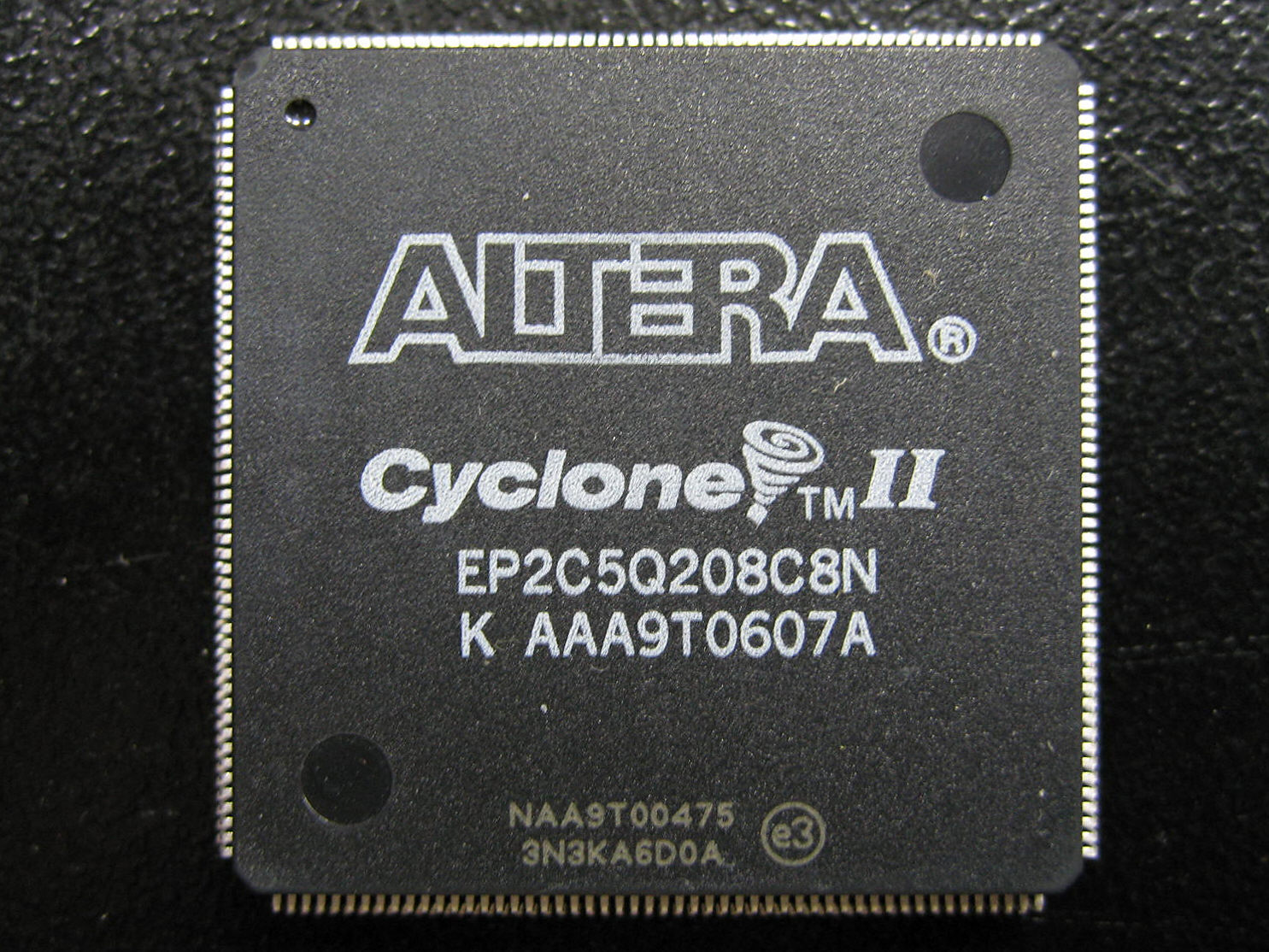
'사이클론2 EP2C5' FPGA

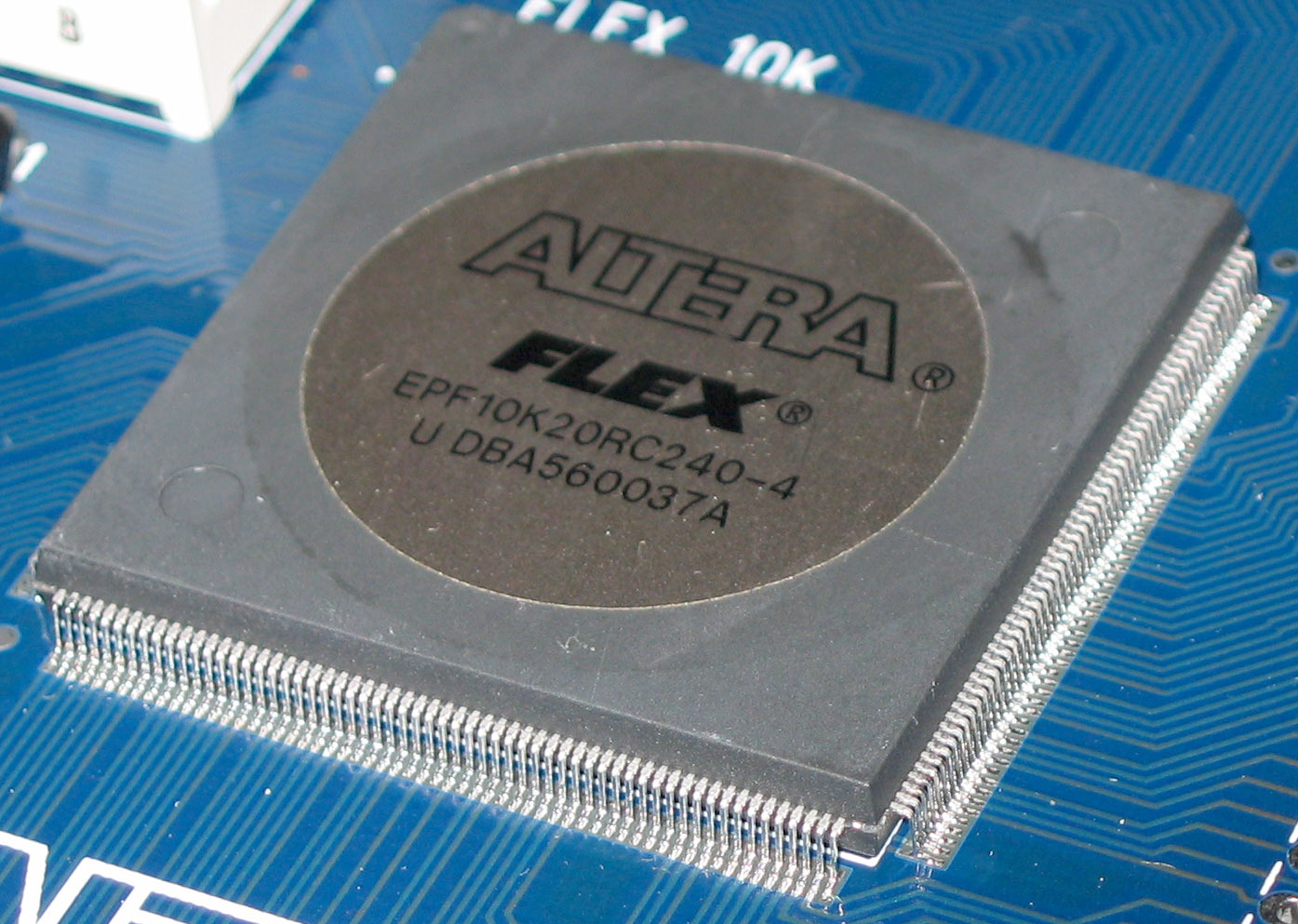
'플렉스 EPF10K20' FPGA (알테라 제품)

- 사이클론: 2002년 9월 23일 발표함
- 사이클론 II: 2004년 6월 28일 발표함
- 사이클론 III: 2007년 3월 19일 발표함
- 아리아 GX: 2007년 5월 8일 발표함

### ASIC
- 하드카피 스트래틱스: 2002년, 2월 4일 발표함
- 하드카피 II: 2005년, 1월 24일 발표함

## 지적재산권과 코어들

### 무료
- 니오스 II 소프트웨어 및 임베디드 프로세서 코어.

## 설계 소프트웨어 제품
- 쿼터스 II
- 쿼터스 II 웹판
- OPC 빌더
- DSP 빌더
- 맥스+플러스 II
- 맥스+플러스 II 기본판

## 경쟁사
- 알테라의 주 경쟁사는 자일링스와 래티스 세미컨덕터이다.
- FPGA 부분에서 주요한 경쟁사는 액텔과 퀵로직이다.

CPLD와 전통적인 FPGA는 엄밀히 논리소자인 반면에, 큰 FPGA 회사의 새로운 소자는 고성능 디지털 신호 처리 응용에 근접하고 있다. 이러한 경향은 전자 시스템 단계 설계라고 부른다. 이것은 완전히 새로운것은 아니지만, 지난 10년동안의 마케팅과 광고뿐만 아니라, 산업에서 실 사용자층에 의한 힘이다. 오늘날에 수백만 게이트 소자와 칩 시스템 구조와, IP를 조합하는 고수준 합성 도구는 복잡한 시스템을 완벽하게 구현할 수 있다. 그래서 미래에 알테라와 자이링스같은 벤더는 텍사스 인스트루먼트나 아날로그 디바이스같은 회사처럼 성장할 것이다.

## 같이 보기
- 자일링스
- 인텔
- 어드밴스트 마이크로 디바이시스